# 亚历山大·吕德里茨
亚历山大·吕德里茨（德語：Alexander Lüderitz，1973年8月6日—），德国男子游泳运动员。他曾代表德国参加1996年夏季奥林匹克运动会游泳比赛，获得男子4×100米自由泳接力铜牌。